# Томахов
Томахов (укр. Томахів) — село в Бабинской сельской общине Ровненского района Ровненской области Украины.
До 2020 года входило в Гощанский район.
Расположено на левом берегу реки Горынь (приток Припяти).
Население по переписи 2001 года составляло 501 человек. Почтовый индекс — 35433. Телефонный код — 3650.